# Rødovre
Rødovre je město v Dánsku a sídlo stejnojmenné obce. Leží v regionu Hovedstaden.V roce 2009 mělo 36 228 obyvatel. Je součástí aglomerace Kodaně.
Město je tvořeno předměstskými domy na jihu a zónou lehkého průmyslu na severu. Nachází se zde více menších ploch zeleně včetně Schweizerdalsparken a větší zeleně oblasti jako Vestvolden a Damhussøen. Je zde pět veřejných škol, a po jedné technické a soukromé škole.
Každé úterý je všem obyvatelům mailem zasílán lokální týdeník Rødovre Lokal Nyt, místní rádio vysílá na vlně 105,9 FM a občas vysílá místní televize v komerční televizi Kanal København.
Ve městě se nachází krytá sportovní hala Rødovre Skøjte Arena, kde hraje lední hokej tým Rødovre Mighty Bulls, dva menší fotbalové stadiony (BK Avarta a BK Rødovre) a vlakové nádraží na příměstské lince B S-tog. Centrum města tvoří obchodní centrum zahrnující také Viften, kde je kavárna, kino, koncertní sál a divadlo.